# Feste Tichá
Die Feste Tichá (deutsch Oppolz) ist eine Befestigungsanlage in der Gemeinde Dolní Dvořiště (deutsch Unterhaid) im Okres Český Krumlov (deutsch Bezirk Krumau) in der Region Südböhmen in Tschechien. Seit 1958 ist sie ein geschütztes Kulturdenkmal. Die heutige Ruine liegt am Burgen- und Schlösserweg, einem rund 215 Kilometer langen Weitwanderweg der durch Österreich und Tschechien führt und insgesamt 19 Burgen und Schlösser miteinander verbindet.

## Geographie
Die Feste Tichá liegt am Fluss Tichá oberhalb des Fischteiches Hláska. Der Wohnturm der Festung ragt aus dem öden und weitgehend erloschenen Bereich der ehemaligen Brauerei im gleichnamigen Dorf heraus.

## Geschichte
Die Feste war nie Zentrum einer selbstständigen Herrschaft. Sie wurde durch die Herren von Velešín erbaut. Nach dem Tod von Beneš und Johann von Velešín im Jahre 1360 übernahmen die Herren von Rosenberg die Vormundschaft der verwaisten Kinder und die Verwaltung der Burg. Im Jahr 1387 kaufte Ulrich I. von Rosenberg die Feste, welche die Rosenberger bis zum Aussterben ihres Geschlechts im Jahr 1611 besaßen. Bis Ende des 15. Jahrhunderts war die Feste der Sitz eines selbständigen Burggrafen und Hauptmannes. In den Jahren 1687, 1707 und 1789 wurde die Burg durch Brände stark beschädigt. Johann Nepomuk Buquoy richtete 1789 am Gelände der Feste eine Brauerei ein, die allerdings nicht sehr lange bestand.

## Anlage
Von der Feste blieb nur ein Torso des Wohnturmes auf einem quadratischen Grundriss mit einer Seitenlänge von neun Metern erhalten. Das Mauerwerk ist stellenweise bis zu zweieinhalb Meter stark. Der Turm ist 12 Meter hoch, und der ursprüngliche Eingang befindet sich im ersten Stockwerk.